# Сельское поселение «Чиндантское» (Ононский район)
Се́льское поселе́ние «Чиндантское» — муниципальное образование в Ононском районе Забайкальского края Российской Федерации.
Административный центр — село Чиндант 1-й.

## История
Статус и границы сельского поселения установлены Законом Читинской области от 19 мая 2004 года «Об установлении границ, наименований вновь образованных муниципальных образований и наделении их статусом сельского, городского поселения в Читинской области».

## Население
| 2010 | 2011 | 2012 | 2013 | 2014 | 2015 | 2016 |
| ---- | ---- | ---- | ---- | ---- | ---- | ---- |
| 883  | ↘878 | ↘868 | ↘841 | ↘812 | ↘800 | ↘797 |
| 2017 | 2018 | 2019 | 2020 | 2021 |      |      |
| ↘772 | ↘770 | ↗772 | ↘744 | ↘637 |      |      |

## Состав сельского поселения
| № | Населённый пункт | Тип населённого пункта       | Население |
| - | ---------------- | ---------------------------- | --------- |
| 1 | Икарал           | село                         | ↘141      |
| 2 | Старый Чиндант   | село                         | ↘98       |
| 3 | Чиндант 1-й      | село, административный центр | ↘495      |